# شارباش
شارباش (انگلیسی: Sharbash) یک شهرک در شهرستان بوزدیاکسکی باشقیرستان کشور روسیه است.